# Cyklopentadienylový anion
Cyklopentadienylový anion, též cyklopentadienyl nebo cyklopentadienid, zkráceně Cp−, je aromatický anion se vzorcem C5H -
5 , odvozený deprotonací cyklopentadienu.

## Vlastnosti
Cyklopentadienylový anion je rovinný a má tvar pravidelného pětiúhelníku; s šesti π- elektrony (4n + 2, kde n = 1) tak splňuje Hückelovo pravidlo aromaticity.
Výše uvedená struktura je kombinací pěti rezonančních struktur, kde každý atom uhlíku nese část záporného náboje.
Soli cyklopentadienylového aniontu, jako například cyklopentadienid sodný, mohou být stálé. Tento ion může být rovněž ligandem a vytvářet komplexy s kovy. Biscyklopentadienylovbé komplkexy se nazývají metaloceny.
Cyklopentadienyl, C5H -
5 , a cyklopentadien, C5H6, mohou ve sloučeninách nahrazovat jeden nebo více atomů vodíku, čímž vznikají deriváty obsahující kovalentní vazby.